# Zdravstveni dom
Zdravstveni dom je zdravstvena enota, ki opravlja osnovno zdravstveno varstvo na območju ene ali več občin. Je javni zavod, ki izvaja storitve zdravstvenega in zobozdravstvenega varstva na primarni ravni, specialistične zdravstvene storitve, nujno medicinsko pomoč, patronažno službo ter zdravstveno preventivo in vzgojo.
Glede na Zakon o zdravstveni dejavnosti mora imeti zdravstveni dom organizirano najmanj preventivno zdravstveno varstvo vseh skupin prebivalcev, nujno medicinsko pomoč, splošno medicino, zdravstveno varstvo žensk, otrok in mladine, patronažno varstvo ter laboratorijsko in drugo diagnostiko. Na svojem območju zdravstveni dom mora zagotavljati tudi družinsko medicino ter preventivno in kurativno zobozdravstvo, medicino dela ter fizioterapijo, če opravljanje teh dejavnosti ni drugače urejeno. Zdravstveni dom mora zagotavljati tudi reševalno službo, če ta služba ni organizirana v bolnišnici.

## Zgodovina
Zdravstveni domovi so nastali kot posledica zdravstvnih reform zaradi družbenih razmer po prvi svetovni vojni. Prvi zdravstveni domovi so bili v Jugoslaviji ustanovljeni z namenom, da so prednosti pri reševanju dobile najbolj ogrožene skupine prebivalstva ter nekatere bolezni. Z novimi usmeritvami se je močno izboljšala precepljenost prebivalstva, padla je umrljivost otrok, pri zdravstveni politiki pa se je socialno medicinska zavest še dodatno poglobila. Zaradi uspehov, ki jih je ta sistem uspel zagotoviti, je bil zdravstveni dom takrat ena od najbolj inovativnih idej in eden največjih uspehov tedanjega zdravstva.